# 55276 Kenlarner
55276 Kenlarner este un asteroid din centura principală de asteroizi.

## Descriere
55276 Kenlarner este un asteroid din centura principală de asteroizi. A fost descoperit pe 16 septembrie 2001 la Needville de Joseph A. Dellinger și William G. Dillon. Asteroidul prezintă o orbită caracterizată de o semiaxă mare de 2,42 ua, o excentricitate de 0,14 și o înclinație de 5,2° în raport cu ecliptica.